# Роки Маунт (Северна Каролина)
Роки Маунт (енгл. Rocky Mount) град је у америчкој савезној држави Северна Каролина.

## Демографија
По попису из 2010. године број становника је 57.477, што је 1.584 (2,8%) становника више него 2000. године.
| Група             | 2000.          | 2010.          |
| Белци             | 22.548 (40,3%) | 18.610 (32,4%) |
| Афроамериканци    | 31.314 (56,0%) | 35.245 (61,3%) |
| Азијати           | 394 (0,7%)     | 563 (1,0%)     |
| Хиспаноамериканци | 1.033 (1,8%)   | 2.106 (3,7%)   |
| Укупно            | 55.893         | 57.477         |